# Хребет Британія
Хребе́т Брита́нія (англ. Britannia Range) — група гір, окремих масивів та хребтів, в центрально-східній області Австралійської антарктичної території, у східній Антарктиді (80°0′0″ пд. ш. 158°0′0″ сх. д. / 80.00000° пд. ш. 158.00000° сх. д.), належать до Трансантарктичних гір.

## Географія
Хребет Британія розташований у Східній Антарктиді, в центрально-східній області Австралійської антарктичної території, уздовж західного узбережжя мілководної частини Моря Росса зайнятої шельфовим льодовиком Росса, є складовою частиною Трансантарктичних гір. На півночі межує із горами Кука і відділений від них льодовиком Дарвіна. На північному заході межує із горами Дарвіна — розділених льодовиком Газертон. На заході лежить південна частина Землі Вікторії. На півдні та південному сході межує із горами Черчіля — розділених льодовиком Бірда.
Хребет включає в себе головний поздовжній хребет, який простягся уздовж шельфового льодовика Росса з ппівночі - північного сходу на південь - південний захід (до його складу входять найвищі вершини хребта висотою понад 3000 м, тому числі найвища вершина Мак-Клінток (3490 м) і ряд окремих висот та невеликих поперечних та поздовжніх гірських хребтів, в основному на його західній стороні, у тому числі (з півночі на південь): хребет Бакнелл (Рона, 2020 м), хребет Турнстайл (2280 м), хребет Банна (г. Банна-пік, 2420 м), плато Данум (2120 м), гора-масив Хейвен (2470 м), хребет Форбс (г. Мак-Клінток, 3490 м),  хребет Сутінковий (2170 м), хребет Джонстон (г. Олімп, 2650 м), хребет Оннум (г. Гендерсон, 2660 м та г. Оперосе-пік (2130 м).

## Відкриття
Хребет був відкритий Британською антарктичною експедицією «Дискавері» 1901–1904 років під керівництвом капітана Роберта Скотта. Названий на честь HMS Britannia, судна Її королівської Величності, яке використовувалося як військово-морський коледж в Англії, в якому вчились кілька офіцерів експедиції Скотта.

## Найвищі вершини та піки
Хребет Британія включає в себе наступні найбільші вершини та піки:
| № | Назва         | Назва англійською | Висота, м | Відносна висота, м | Координати                                                    | Хребет, масив, гора       |
| - | ------------- | ----------------- | --------- | ------------------ | ------------------------------------------------------------- | ------------------------- |
| 1 | Мак-Клінток   | McClintock        | 3490      | 1621               | 80°13′ пд. ш. 157°26′ сх. д. / 80.217° пд. ш. 157.433° сх. д. | Гол. хр-т (хр-т Форбс)    |
| 2 | Пік Дартмут   | Dartmouth Peak    | 3320      |                    | 80°12′ пд. ш. 157°41′ сх. д. / 80.200° пд. ш. 157.683° сх. д. | Гол. хр-т (хр-т Форбс)    |
| 3 | Ворбертон     | Warburton Ledge   | 3170      |                    | 80°13′ пд. ш. 157°47′ сх. д. / 80.217° пд. ш. 157.783° сх. д. | Гол. хр-т                 |
| 4 | Беррі Бастіон | Berry Bastion     | 3144      |                    | 80°13′ пд. ш. 157°11′ сх. д. / 80.217° пд. ш. 157.183° сх. д. | Гол. хр-т                 |
| 5 | Олдрич        | Aldrich           | 3040      |                    | 80°7′ пд. ш. 158°13′ сх. д. / 80.117° пд. ш. 158.217° сх. д.  | Гол. хр-т                 |
| 6 | Вард Тавер    | Ward Tower        | 2760      |                    | 80°6′ пд. ш. 158°33′ сх. д. / 80.100° пд. ш. 158.550° сх. д.  | Гол. хр-т                 |
| 7 | Гендерсон     | Henderson         | 2660      | ~560               | 80°12′ пд. ш. 156°13′ сх. д. / 80.200° пд. ш. 156.217° сх. д. | Гол. хр-т (хр-т Оннум)    |
| 8 | Олімп         | Olympus           | 2650      |                    | 80°14′ пд. ш. 156°50′ сх. д. / 80.233° пд. ш. 156.833° сх. д. | Гол. хр-т (хр-т Джонстон) |
| 9 | Квакенбуш     | Quackenbush       | 2435      |                    | 80°21′ пд. ш. 156°58′ сх. д. / 80.350° пд. ш. 156.967° сх. д. | Гол. хр-т                 |